# Fakulta rybářství a ochrany vod Jihočeské univerzity

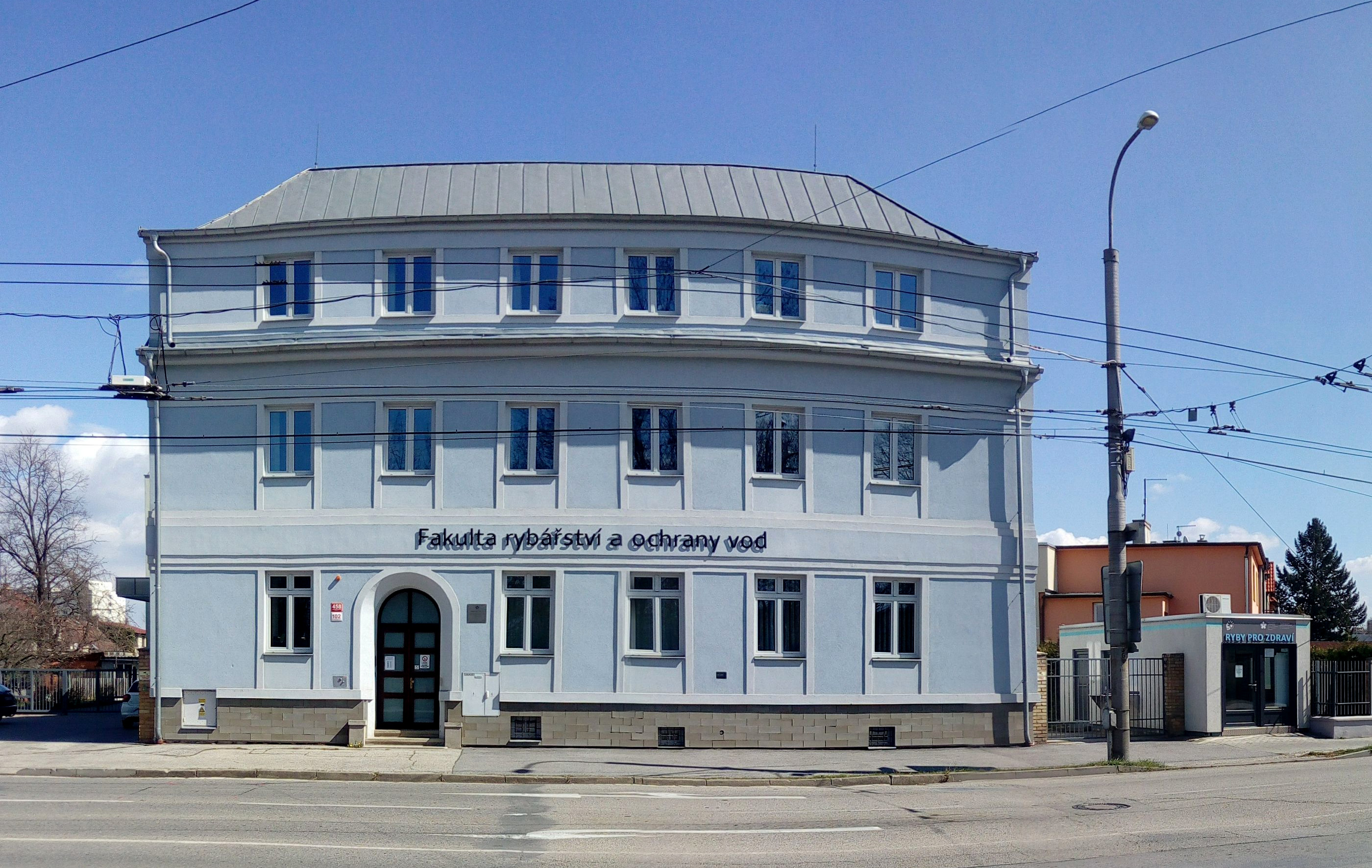
Budova na Husově třídě, bývalá knihovna Pedagogické fakulty

Fakulta rybářství a ochrany vod (FROV JU) je součástí Jihočeské univerzity v Českých Budějovicích.

## Historie a popis
Nová fakulta vznikla v roce 2009 poté, co se Jihočeská univerzita v Českých Budějovicích rozhodla sjednotit vysokoškolskou výuku rybářství a ochrany vod, která byla do té doby rozdělena mezi Výzkumný ústav rybářský a hydrobiologický ve Vodňanech a katedru rybářství, jež byla součástí Zemědělské fakulty JU. Fakulta rybářství a ochrany vod JU se tak stala osmou univerzitní fakultou. Nová fakulta byla slavnostně otevřena 13. října 2009 v zasedací místnosti Městského úřadu ve Vodňanech.
Fakulta získala objekt původní dřívější Ústřední knihovny Pedagogické fakulty JU čp. 458 na českobudějovické Husově třídě, kde od roku 1993 rovněž sídlila Rakouská knihovna v Českých Budějovicích. V roce 2014 proběhla rozsáhlá rekonstrukce budovy, která umožnila vznik nových učeben a laboratoří.
Od roku 2011 se součástí portfolia univerzitních knihoven stala i vodňanská knihovna FROV JU. V roce 2013 byla v areálu vodňanského Genetického rybářského centra uvedena do provozu nová budova s dvěma speciálně vybavenými laboratořemi, které umožňují lepší práci se vzorky a inkubaci rybích jiker.

## Studium
Část výuky (bakalářské a magisterské programy) probíhá v kampusu univerzity v Českých Budějovicích, kde sídlí i Ústav akvakultury a ochrany vod. Doktorské studium se odehrává převážně ve Vodňanech, kde se nachází děkanát fakulty a Výzkumný ústav rybářský a hydrobiologický. Ve Vodňanech má rovněž sídlo Mezinárodní environmentální vzdělávací, poradenské a informační středisko ochrany vod Vodňany (MEVPIS Vodňany) a Jihočeské výzkumné centrum akvakultury a biodiverzity hydrocenóz (CENAKVA). Poslední součástí fakulty je Ústav komplexních systémů, který se nachází v Nových Hradech.
Na fakultě lze studovat bakalářské (Bc.), magisterské (Ing.) i doktorské obory (Ph.D.), a to v prezenční i kombinované formě.
| Studium / Forma | Prezenční                            | Kombinovaná                          |
| --------------- | ------------------------------------ | ------------------------------------ |
| Bakalářské      | Ochrana vod Rybářství                | Ochrana vod Rybářství                |
| Magisterské     | Rybářství a ochrana vod              | Rybářství a ochrana vod              |
| Doktorské       | Rybářství Ochrana vodních ekosystémů | Rybářství Ochrana vodních ekosystémů |

## Výzkum
Fakulta se věnuje také vědeckému výzkumu a jeho výsledky publikuje.
V roce 2017 zjistila, že v těle pstruha, který žije v tocích, kam ústí čistírny odpadních vod, se mohou vyskytovat antidepresiva z čističek a při vyšších koncentracích ovlivňovat jeho chování. Antidepresiva byla nalezena také všech vzorcích mozku dospělých ryb s výjimkou ryb z horního toku Vltavy v Národním parku Šumava.
Kromě čistě rybářských témat byly některé výzkumné projekty zaměřeny také na raky nebo neonikotinoidy.

## Obchodní činnost
Na Husově třídě FROV JU v roce 2012 otevřela vlastní prodejnu ryb „Ryby pro zdraví“, ke které o tři roky později přibyla zpracovna ryb. Oba prostory využívají především ryby z vlastní produkce včetně nabídky rautových menu z ryb pro konference nebo firemní i soukromé akce.

### Omega3kapr
FROV JU vyšlechtila a k prodeji nabízí takzvaného Omega3kapra, který díky speciálním chovným postupům obsahuje více omega 3 mastných kyselin, a má tak příznivý vliv na prevenci i léčbu kardiovaskulárních onemocnění, což prokázal dvouletý výzkum ve spolupráci s pražským Institutem klinické a experimentální medicíny. Omega 3 mastné kyseliny se do masa získávají prostřednictvím speciální krmné směsi pro kapry složené i ze lněného semínka a řepkové výlisků.

### Sturgeon Friendly Caviar
Dalším produktem je „kaviár přátelský k jeseterům“, při jehož získávání se předchází tradičnímu zabití jikrnačky. Původní nápad na mikrochirurgickou operaci pochází z Ruska a k obchodním účelům jej FROV JU začala používat až po úspěšném získávání „černého zlata“ pro množení jesetera za výzkumnými účely. Prodejem získané finance fakulta využívá ve výzkumu. Nápad uspěl v soutěži Česká inovace 2014 a probojoval se do finále. V listopadu 2018 fakulta podepsala výhradní smlouvu na prodej kaviáru se společností Ceskykaviar.cz, s.r.o., která jej využívá například k výrobě kosmetiky.

## Další aktivity
- Fakulta rybářství a ochrany vod JU a její středisko MEVPIS Vodňany organizuje a podílí se na organizaci řady konferencí, mezi něž patřily například XIX. toxikologická konference (2019),[27] 5. ročník odborné konference FROV JU a RS ČR (2019)[28] nebo Česká rybářská a ichtyologická konference (RybIKon, 2020)[29]
- Spolupořádá Vodňanské rybářské dny (VRD), jejichž program je zaměřen mimo jiné i na odborníky v oboru rybářství i na laickou veřejnost. Součástí VRD jsou například přednášky, rybí trh a jarmark nebo zábavní akce včetně festivalu Blanice music festival v místním sportovním areálu.[30]
- Ve formě přednášek a komentovaných ukázek nabízí také program během Nocí vědců.[31][32]